# Holz-Drache
Der Holz-Drache (Jiachen, chinesisch 甲辰, Pinyin jiǎchén) ist das 41. Jahr des chinesischen Kalenders (siehe Tabelle 天支 60-Jahre-Zyklus). Es ist ein Begriff aus dem Bereich der chinesischen Astrologie und bezeichnet diejenigen Mondjahre, die durch eine Verbindung des ersten Himmelsstammes (甲,  jiǎ, Element Holz und Yang) mit dem fünften Erdzweig (辰,  chén), symbolisiert durch den Drachen (龍,  lóng), charakterisiert sind.
Nach dem chinesischen Kalender tritt eine solche Verbindung alle 60 Jahre ein. Das letzte Holz-Drache-Jahr begann 1964 und dauerte wegen der Abweichung des chinesischen vom gregorianischen Kalenderjahr vom 13. Februar 1964 bis 1. Februar 1965. Das aktuelle Holz-Drache-Jahr begann am 10. Februar 2024 und endet am 28. Januar 2025.

## Holz-Drache-Jahre
Im chinesischen Kalenderzyklus ist das Jahr des Holz-Drachen 乙巳 das 41. Jahr (am Beginn des Jahres: Wasser-Hase 癸卯 guǐmǎo 40).
| Liste der Holz-Drache-Jahre des 60-Jahres-Zyklus (Ende des Zyklus – bei Zählung vom 1. Regierungsjahr Huángdì) (Beginn des Zyklus – bei Zählung vom 61. Regierungsjahr Huángdì)            |              |              |              |              |              |              |              |              |              |              |
| Zykl. | 0            | 1            | 2            | 3            | 4            | 5            | 6            | 7            | 8            | 9            |
| 0 | 2657 v. Chr. | 2597 v. Chr. | 2537 v. Chr. | 2477 v. Chr. | 2417 v. Chr. | 2357 v. Chr. | 2297 v. Chr. | 2237 v. Chr. | 2177 v. Chr. | 2117 v. Chr. |
| 10 | 2057 v. Chr. | 1997 v. Chr. | 1937 v. Chr. | 1877 v. Chr. | 1817 v. Chr. | 1757 v. Chr. | 1697 v. Chr. | 1637 v. Chr. | 1577 v. Chr. | 1517 v. Chr. |
| 20 | 1457 v. Chr. | 1397 v. Chr. | 1337 v. Chr. | 1277 v. Chr. | 1217 v. Chr. | 1157 v. Chr. | 1097 v. Chr. | 1037 v. Chr. | 977 v. Chr.  | 917 v. Chr.  |
| 30 | 857 v. Chr.  | 797 v. Chr.  | 737 v. Chr.  | 677 v. Chr.  | 617 v. Chr.  | 557 v. Chr.  | 497 v. Chr.  | 437 v. Chr.  | 377 v. Chr.  | 317 v. Chr.  |
| 40 | 257 v. Chr.  | 197 v. Chr.  | 137 v. Chr.  | 77 v. Chr.   | 17 v. Chr.   | 44           | 104          | 164          | 224          | 284          |
| 50 | 344          | 404          | 464          | 524          | 584          | 644          | 704          | 764          | 824          | 884          |
| 60 | 944          | 1004         | 1064         | 1124         | 1184         | 1244         | 1304         | 1364         | 1424         | 1484         |
| 70 | 1544         | 1604         | 1664         | 1724         | 1784         | 1844         | 1904         | 1964         | 2024         | 2084         |
| 80 | 2144         | 2204         | 2264         | 2324         | 2384         | 2444         | 2504         | 2564         | 2624         | 2684         |
| Hinweis: Die laufende Nr. des Zyklus ergibt sich aus der Zeilen-Nr. addiert mit der Spalten-Nr. Beispiel: Das Holz-Drache-Jahr des 35. Zyklus (Zeile 30 + Spalte 5) entspricht 557 v. Chr. |              |              |              |              |              |              |              |              |              |              |